# Salam Buku
Salam Buku is een bestuurslaag in het regentschap Merangin van de provincie Jambi, Indonesië. Salam Buku telt 1358 inwoners (volkstelling 2010).